# Johannes Bosscha sr.
Johannes Bosscha (Harderwijk, 19 maart 1797 - Den Haag, 9 december 1874) was een Nederlands staatsman.
Hij studeerde te Amsterdam en promoveerde te Utrecht in de Letteren. Na eerst praeceptor aan de Latijnse scholen te Amsterdam en te Den Haag geweest te zijn, werd hij in 1828 hoogleraar, aan de Koninklijke Militaire Academie, vanwaar hij in 1839 als hoogleraar aan het atheneum te Amsterdam beroepen werd. Van 1853 tot 1858 was hij lid van de Tweede Kamer der Staten-Generaal en van 1858 tot 1861 minister van Hervormde Eredienst in het kabinet-Rochussen en het kabinet-Van Hall-Van Heemstra. Na die tijd leefde hij ambteloos te 's-Gravenhage, waar hij op 9 december 1874 overleed.
Hij was de vader van Johannes Bosscha jr..

## Werk
- Neêrlands heldendaden te land, van de vroegste tijden tot in onze dagen (8 dln., Leeuw., 1836-'56, 2e dr. 1868-'75, 3 dln.)
- Het leven van Willem den Tweede, Koning der Nederlanden en Groot-Hertog van Luxemburg (8 dln., Amst., 1852, 3e dr. 1862);
- De Belgische Revolutie - uit des schrijvers werk getiteld: Neêrlands heldendaden, enz. (Leeuw., 1856).
- Schets der algemeene geschiedenis en van die des vaderlands (Breda, 1864)

Voorts schreef hij de politieke brochures: De Duitschers en de Nederl. vóór den Munsterschen vrede ('s-Grav. 1847); Kroon en ministers (Amst., 1863); Het grondwettig verbond (Amst., 1864); Pruissen en Nederland (Amst., 1866), en: Willem de Clerq herdacht ('s-Hage, 1834). Naamloos: Wolferd van Borssele, (Amst. 1865); A-Saga (met de E-legende en de O-sprook uitgeg. Amst. 1879).